# Jean Fontaine (missionnaire d'Afrique)
Pour les articles homonymes, voir Jean Fontaine.
Jean Fontaine, né le 2 décembre 1936 à Saint-André-lez-Lille et mort le 1er mai 2021 à Tunis,, est un père blanc qui écrit une série d'ouvrages sur la littérature arabe et tunisienne en particulier.

## Biographie
En 1953, il obtient un baccalauréat en mathématiques. Le 15 septembre 1955, il part pour l'Algérie comme novice chez les pères blancs. De 1956 à 1957, il suit sa première année de théologie à Saint-Joseph de Thibar (Tunisie) avant de devenir instituteur en Algérie de 1958 à 1959. Il suit ensuite trois ans de cours de théologie à Carthage et deux ans d'études d'arabe à La Manouba (Tunisie) de 1962 à 1964.
De 1964 à 1965, il effectue les dernières années de son cursus d'arabe à l'Institut pontifical d'études arabes et d'islamologie de Rome. En 1968, il obtient une licence d'arabe à l'université de Tunis. Il est de 1968 à 1977 le conservateur de la bibliothèque de l'Institut des belles lettres arabes, dont il dirige la revue intitulée Ibla de 1977 à 1999. Enfin, il obtient un doctorat d'État à l'université d'Aix-en-Provence en 1977.

## Publications
- Vingt ans de littérature tunisienne 1956-1975, Tunis, Maison tunisienne de l'édition, 1977.
- Mort-résurrection : une lecture de Tawfiq al-Hakim, Tunis, Bou Slama, 1978.
- Aspects de la littérature tunisienne 1976-1983, Tunis, Rasm, 1985.
- Histoire de la littérature tunisienne par les textes, t. I : Des origines à la fin du XIIe siècle, Le Bardo, Turki, 1988.
- Études de la littérature tunisienne 1984-1987, Tunis, Nawras, 1989.
- La littérature tunisienne contemporaine, Paris, Centre national de la recherche scientifique, 1990.
- Écrivaines tunisiennes, Tunis, Gai Savoir, 1990.
- Regards sur la littérature tunisienne, Tunis, Cérès Productions, 1991.
- Romans arabes modernes, Tunis, Institut des belles lettres arabes, 1992.
- Histoire de la littérature tunisienne par les textes, t. II : Du XIIIe siècle à l'indépendance, Tunis, Sahar, 1994.
- La crise religieuse des écrivains syro-libanais chrétiens de 1825 à 1940, Tunis, Institut des belles lettres arabes, 1996.
- Bibliographie de la littérature tunisienne contemporaine en arabe 1954-1996, Tunis, Institut des belles lettres arabes, 1997.
- Propos de littérature tunisienne 1881-1993, Tunis, Sud Éditions, 1998.
- La blessure de l'âne, Tunis, Script, 1998.
- Recherches de littérature arabe moderne, Tunis, Institut des belles lettres arabes, 1998.
- Itinéraire dans le pays de l'autre, Tunis, L'Or du Temps, 1998.
- Histoire de la littérature tunisienne par les textes, t. III : De l'indépendance à nos jours, Tunis, Cérès, 1999.
- Le roman tunisien de langue arabe. 1956-2001, Tunis, Cérès, 2002.
- Kalimât muhâjira, Tunis, El Bustan, 2002.
- Le roman tunisien de langue française, Tunis, Sud Éditions, 2004.
- Points de suspension…, Tunis, Arabesques, 2008.
- Le roman tunisien a 100 ans (1906-2006), Tunis, Arabesques, 2009.
- Traduction de Noureddine Alaoui. Une musette de mirages, Tunis, Centre national de traduction, 2010.
- Bréviaire des prisonniers étrangers en Tunisie, Tunis, Arabesques, 2012.
- Du côté des salafistes en Tunisie, Tunis, Arabesques, 2016[5].